# Me Deixas Louca (Me Vuelves Loco)
"Me Deixas Louca (Me Vuelves Loco)" é o primeiro single da cantora e compositora brasileira Maria Rita, extraído do álbum Redescobrir, a canção é um bolero composto pelo cantor e compositor mexicano Armando Manzanero e que teve tradução de Paulo Coelho. A canção entrou para a trilha-sonora da telenovela Salve Jorge da Rede Globo.

## Videoclipe
A canção ganhou um vídeo ao vivo que estreou na Vevo no dia 19 de Outubro de 2012, o vídeo da canção faz parte do DVD do projeto Redescobrir gravado ao vivo no Citibank Hall em São Paulo.

## Lista de faixas
| Download digital |                                                          |         |  |
| N.º              | Título                                                   | Duração |  |
| 1.               | "Me Deixas Louca (Me Vuelves Loco)" (Ao Vivo)            | 2:52    |  |
| 2.               | "Me Deixas Louca (Me Vuelves Loco)" (Versão Alternativa) | 2:49    |  |
| 3.               | "Me Deixas Louca (Me Vuelves Loco)" (Videoclipe)         | 2:51    |  |